# Boerenbad

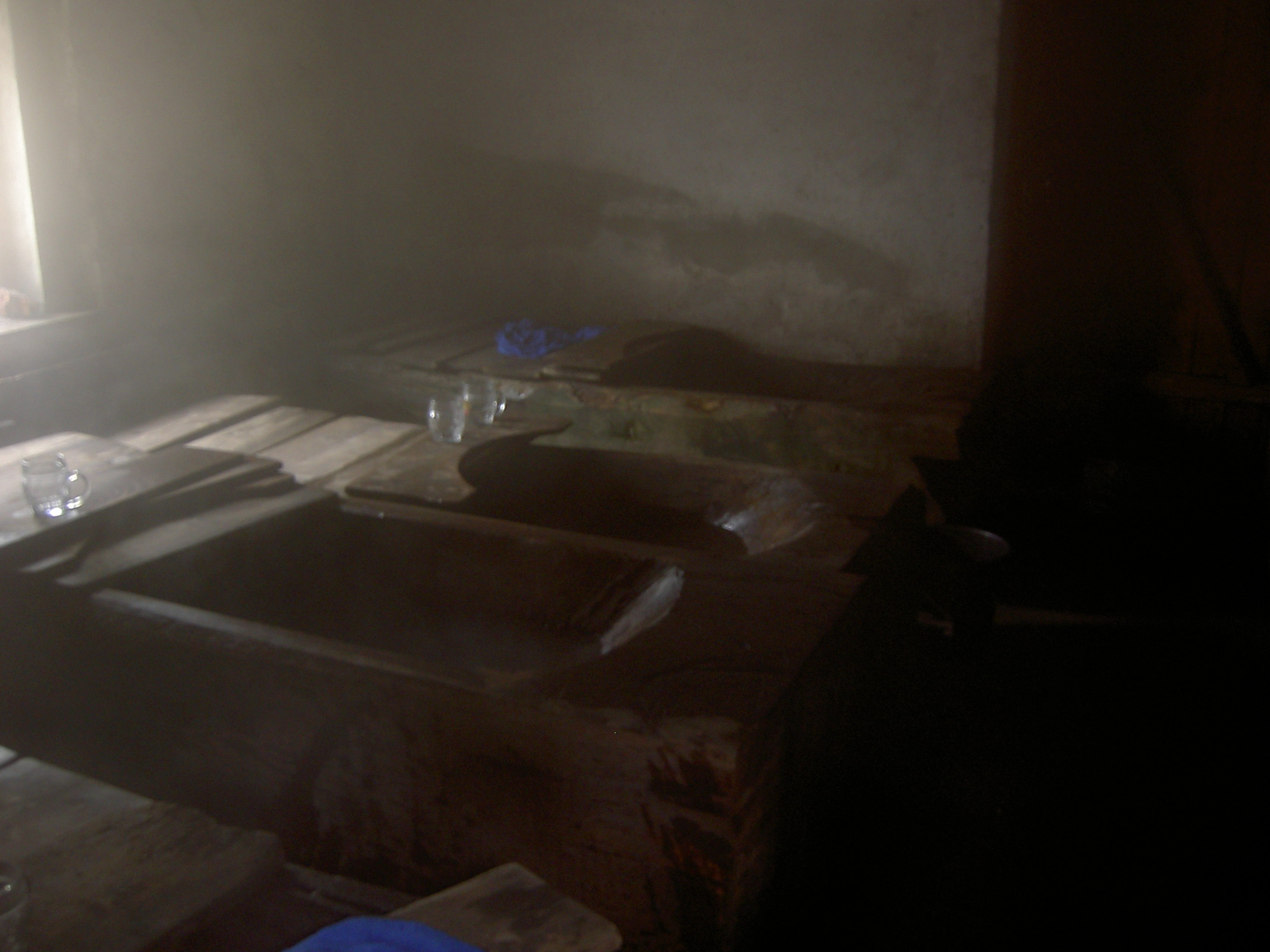
Oude houten boerenbaden in het nationale park van Nockberge.

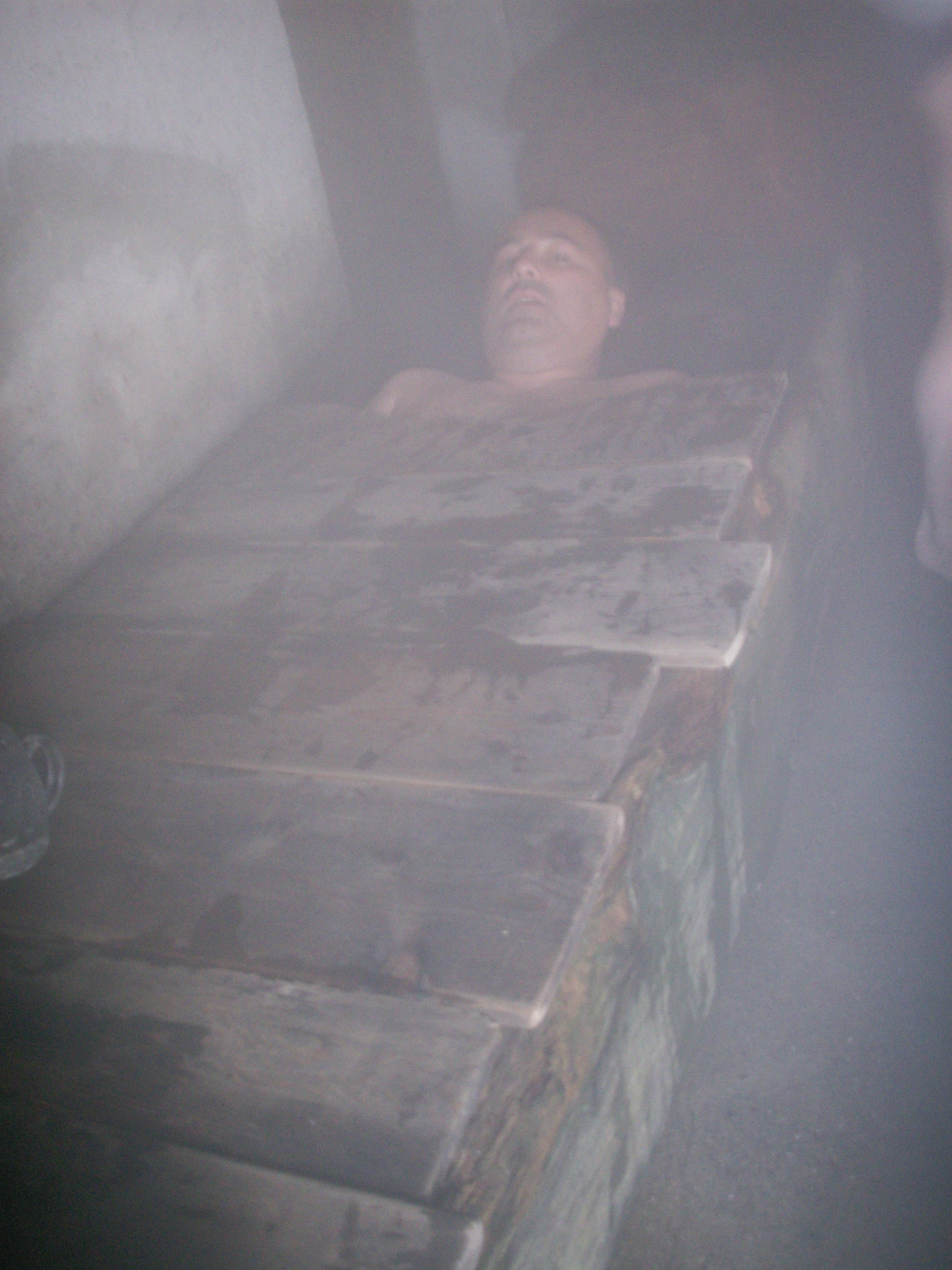
Badgast in een houten badkuip afgedekt met larikshouten planken.

Een boerenbad kan een historisch mineraal- of zwavelhoudendbad met accommodatie zijn, maar er wordt ook wel een boeren-sauna mee bedoeld. De boerenbaden zijn vooral te vinden in het Duitse Wiehengebergte en het Oostenrijkse Karinthië en Tirol. In het Duits wordt zo’n gezondheidsbad of kuuroord aangeduid met Heilbad.

## Ontstaan van het boerenbad
In het voor-industriële Europa was zout een economische factor van belang. Er werd intensief naar gezocht. De minerale bronnen die men daarbij vond ontwikkelden zich tot bekende badplaatsen.
In de 18e eeuw nam het baden sterk toe. Vooral bij de sociaal hogere klasse en adel. Door het klassenverschil konden de burgers en boeren geen gebruik maken van deze baden. Bovendien moest men er eerst een eind voor reizen hetgeen velen niet konden betalen.
Naar de toenmalige maatstaven was het nemen van een bad voor eenvoudige mensen toch al te chic.
In de loop van die 18e eeuw ontstonden de zogenaamde boerenbaden. Zij werden gebouwd  op de mineraal- of zwavelbron die gevonden werd op het eigen terrein van de boer. Ook werd er gebruikgemaakt van een soort modderbaden op basis van veenpulp. Indien de locatie zich ook nog eens op hoogte bevond, had men gelijk schone lucht om in te ademen.

## Betekenis voor het boerenleven
De adel lieten het boerenbad aan zich voorbijgaan en het bad werd zodoende alleen door de boeren en de plaatselijke bevolking gebruikt. De baden waren zeer geliefde ontmoetingsplaatsen en met paardenvervoer goed bereikbaar.
Wie voor een dagelijks bad te ver weg woonde kon er gedurende het kuren een slaapplaats huren.
De mensen hoopten er ook op genezing van hun reumatische aandoeningen. Ouderen namen graag hun kleinkinderen mee. Niet alleen omdat het voor hen ook goed zou zijn, maar dat zij zichzelf niet zouden hoeven te vervelen. Aan onderwijs werd in die tijd nog geen aandacht geschonken. Wanneer de ouders een badkuur wilden ondergaan dan lag deze mogelijkheid wellicht in het voorjaar. Als de moestuinen ingezaaid, en het eerste hooi binnen is, breekt er voor de boer een iets rustiger periode aan die duurt tot Jakobus-dag op 25 juli. De dag wanneer het werk- en oogstseizoen begint.

Een volgende mogelijkheid voor een badkuur krijgt de boer pas na de oogst. Ook dat is een moment dat de boer en zijn familie even aan zichzelf kan denken.
Huwelijken zijn eveneens een goede reden om een bad te nemen. Zonder dat het iets met gezondheid of een ziekte van doen heeft. Er zijn zelfs huwelijkscontracten gesloten waarin de boerin aanspraak maakt op het regelmatig nemen van zo’n bad of kuur.

## Het Tiroler zweetbad
In Tirol kent men nog een oorspronkelijk droog zweetbad dat lijkt op een sauna: een kruidensauna. De eigenaardigheid hierin zit hem in het geleidelijk oplopen van de lichaamstemperatuur tezamen met kruidendampen die de luchtwegen reinigen.

## Eksterne links
- "Das Karlbad im Kärntner Nockgebiet" - onderwijsfilm (1968)